# Região Geoadministrativa de Pombal
A Região Geoadministrativa de Pombal é uma região geoadministrativa brasileira localizada no estado da Paraíba. É formada por 9 municípios e foi instituída pela lei nº 8.779 de 28 de abril de 2009.
Seus gerentes regionais são Clécio Monteiro de Melo e Cidinha Santos.

## Municípios
- Aparecida
- Cajazeirinhas
- Condado
- Lagoa
- Paulista
- Pombal
- São Bentinho
- São Domingos
- Vista Serrana